# Trop mortel
Trop mortel est une série de bande dessinée d'horreur écrite par Éric Corbeyran et Amélie Sarn, dessinée par Chico Pacheco et colorisée par Philippe Casadeï. Ce diptyque a été publié en 2007-2008 par Delcourt.
Trop mortel suit quatre lycéens, leur surveillant et deux journalistes qui se retrouvent confinés dans un internat isolé durant les fêtes de Noël et confrontés à un meurtrier qui tue, l'un après l'autre, les personnes présentes.

## Albums
- Trop mortel, Delcourt, collection « Machination » :

1. Trop mortel 1/2, 2007  (ISBN 978-2-7560-0351-1)[2],[3].
2. Trop mortel 2/2, 2008  (ISBN 978-2-7560-0677-2)[1].